# اکسایش سائگوسا–ایتو
اکسایش سائگوسا–ایتو یک واکنش شیمیایی است که در شیمی آلی مورد استفاده قرار می‌گیرد. در سال ۱۹۷۸ توسط تئو سائگوسا و یوشیهیکو ایتو به عنوان روشی برای معرفی اشباع نشده α-β در ترکیبات کربونیل کشف شد. واکنش به عنوان تشکیل درگیر در ابتدا گزارش یک سیلیل انول اتر و پس از درمان با استات پالادیم (II) و ۱٬۴-بنزوکینون به عملکرد مربوط انون. در انتشار اصلی، ابزار آن برای ترکیبات آلی مس اشباع نشده به دنبال ۱٬۴-علاوه بر این با نوکلئوفیل‌هایی از جمله ترکیبات آلی مس ذکر شده‌است.
برای بسترهای حلقوی واکنش، محصول اُلفین ترمودینامیکی منحصراً بازده می‌شود.
این کشف نزدیک به هشت سال قبل از آن گزارش شده بود که کتون با استات پالادیوم به همراه داشت محصولات مشابه در عملکرد پایین. پیشرفت عمده ای که توسط سائگوسا و ایتو ارائه شده بود این بود که قالب انول آن گونه واکنشی است که روشی مبتنی بر اترهای سولیل آنول ایجاد کرده‌است.
بنزوکینون در واقع اجزای لازم برای این واکنش نیست. نقش آن بازسازی پالادیوم (II) از پالادیوم فرم کاهش یافته آن (۰) است، به طوری که در ابتدا مقدار کمتری از پالادیوم گران‌قیمت (II) استات مورد نیاز است. با استفاده از مقدار اضافی پالادیوم (II) استات بدون بنزوکینون، شرایط واکنش و تصفیه به آسانی ساده می‌شود، در حالی که با هزینه ای بسیار بالاتر. از آنجایی که این واکنش معمولاً مقادیر تقریباً استوکیومتری پالادیوم را به کار می‌برد و بنابراین اغلب برای استفاده‌های صنعتی بسیار گران به حساب می‌آید، پیشرفتی در توسعه انواع فروکافت حاصل شده‌است. با وجود این کمبود، اکسیداسیون سائگوسا در تعدادی از سنتزها به عنوان روشی خفیف و اواخر مرحله برای معرفی عملکرد در مولکولهای پیچیده استفاده شده‌است.

## سازوکار
مکانیسم اکسیداسیون سائگوسا–ایتو شامل هماهنگی پالادیوم به آنول اولفین و به دنبال آن از دست دادن گروه سیسیل و تشکیل یک مجتمع اکسوالیل پالادیوم است. از بین بردن β-هیدرید مجموعه مجتمع پتادیوم هیدرید آنون را که با حذف کاهنده محصول را همراه با اسید استیک و پتاسیم 0 تولید می‌کند، بازده می‌دهد. برگشت‌پذیری مرحله حذف اجازه می‌دهد تا تعادل، منجر به ترمودینامیکی E- انتخاب در بسترهای چرخه ای شود. نشان داده شده‌است که این محصول می‌تواند یک مجموعه پایدار پت 0- آلفین را تشکیل دهد، که ممکن است مسئول مشکل در اکسیداسیون دوباره دیده شده در انواع کاتالیزوری واکنش باشد.

## محدوده
کاربرد گسترده اکسیداسیون سائگوسا–ایتو با استفاده از آن در چندین سنتز از مولکولهای پیچیده نشان داده شده‌است. سنتز مرفین توسط توهرو فوکویاما در سال ۲۰۰۶ نیز نمونه ای از این دست است که در آن تحول حضور کربامات و جایگزین‌های اتر را تحمل می‌کند.
ساموئل جی. دانیشفسکی از ترکیب هر دو (+) و (-) پری بیزین با اکسیداسیون سائگوسا–ایتو از ترکیب واکنش دیلز–آلدر از واکنش دیلز–آلدر و ۳-تری متیلکسی-۱٬۳-بوتادین آغاز شد و عملکرد آنون را در زیر انجام داد. در این حالت اکسیداسیون حضور در قسمتهای آلکن و کربونیل را تحمل می‌کند.
یونگ کیانگ تو از داروی بیماری آلزایمر ، گالانتامین نیز از این واکنش در حضور یک گروه استال حساس به اسید استفاده کرد.
لری E. بسی 'ثانیه لورنی با بهره‌گیری از اکسیداسیون یک گلدان با پیریدینیوم کلروکرومات به دنبال یک اکسیداسیون سائگوسا، تحمل حضور یک هالوژن و سولفونات.
این محصول تنها برای بازسازی آنول و تشکیل حلقه تترا هیدروپیران در محل می چرخد. محرومیت بعدی از گروه متیوکسی متیل
محصول طبیعی را مبله ساخت.

## تغیرات
بخش عمده ای از پیشرفت‌های این واکنش در ارائه کاتالیزوری تحول با توجه به نمک پالادیوم، در درجه اول به دلیل هزینه بالای آن متمرکز شده‌است. شرایط اصلی، اگرچه از نظر فنی کاتالیزوری هستند، اما هنوز هم به ۵۰ مورد نیاز دارند، افزایش هزینه به میزان زیاد بالا برای سنتز در مقیاس بزرگ.
پیشرفت‌های عمده در نسخه‌های کاتالیزوری این واکنش به سمت اکسیدان‌هایی است که بازسازی گونه‌های پالادیوم (II) به‌طور مؤثر هدایت می‌شوند. به‌طور خاص، شرایط با استفاده از اکسیژن اتمسفر و همچنین آللی کربنات استوکیومتری ایجاد شده‌است.
با توجه به روش سابق، روش توسعه یافته توسط لاروک در ۱۹۹۵ نشان دهندهٔ یک روش محیطی و مقرون به صرفه به عنوان یک جایگزین کاتالیزوری برای اکسیداسیون سائگوسا - ایتو است.
این روش از زمان واکنش طولانی رنج می‌برد و غالباً بازده قابل توجهی پایین‌تر از معادل استوکیومتری را نشان می‌دهد که در سنتز پلاتیفیلید توسط نیشیدا نشان داده شده‌است. تضاد این دو روش کاستی‌های روش کاتالیزوری را برجسته می‌کند.
انواع کاتالیزوری با استفاده از دیالکربنات استوکیومتری و کربناتهای آلیلیک دیگر نیز توسعه یافته‌اند، در درجه اول توسط ژیرو تسوجی. برای اینها انتخاب حلال ضروری است: حلال‌های نیتریل باعث تولید انسولین مورد نظر می‌شوند در حالی که حلال‌های اتری به جای آن آلی آلککتون تولید می‌کنند.
انواع کاتالیزوری با استفاده از دیالکربنات استوکیومتری و کربناتهای آلیلیک دیگر نیز توسعه یافته‌اند، در درجه اول توسط ژیرو تسوجی. برای اینها انتخاب حلال ضروری است: حلال‌های نیتریل باعث تولید انسولین مورد نظر می‌شوند در حالی که حلال‌های اتری به جای آن آلی آلککتون تولید می‌کنند.
این روش اخیر به عنوان یک ابزار مصنوعی از موفقیت بیشتری برخوردار شده‌است که مهمترین آن در سنتز ترکیب کامل استریکنین سمی معروف شیباساکی است.
با وجود این روشها، کار زیادی باید با توجه به نصب کاتالیزوری اشباع نشده α-β انجام شود.